# Бранівська сільська рада
Брані́вська сільська́ ра́да — колишня адміністративно-територіальна одиниця та орган місцевого самоврядування в Горохівському районі Волинської області. Адміністративний центр — Брани.
Припинила існування 17 січня 2019 року через об'єднання до складу Мар'янівської селищної громади Волинської області. Натомість утворено Бранівський старостинський округ при Мар'янівській селищній громаді.

## Загальні відомості
- Територія ради: 62,7 км²
- Населення ради: 1901 особа (станом на 2001 рік). Кількість дворів — 592.
- Територією ради протікає річка Луга

## Населені пункти
Сільраді були підпорядковані населені пункти:
- с. Брани
- с. Борисковичі
- с. Довгів

## Населення
Згідно з переписом УРСР 1989 року чисельність наявного населення сільської ради становила 2092 особи, з яких 938 чоловіків та 1154 жінки.
За переписом населення України 2001 року в сільській раді мешкала 1891 особа.

### Мова
Розподіл населення за рідною мовою за даними перепису 2001 року:
| Мова       | Відсоток |
| ---------- | -------- |
| українська | 99,63 %  |
| російська  | 0,26 %   |
| білоруська | 0,05 %   |

## Господарська діяльність
В Бранівській сільській раді працює 3 школи: 1 початкових, 1 неповна середня і 1 середня, бібліотека, 1 дитячий садок, 3 медичні заклади, 1 відділення зв'язку, 3 АТС на 100 номери, 8 торговельних заклади. Наявне проводове радіомовлення.
На території сільської ради розташовані Свято-Покровська церква (с. Брани, 1725 рік), Свято-Іовська церква (с. Борисковичі, 1909 рік), Свято-Михайлівська церква (с. Довгів, 1840—1920 роки).
На території сільської ради працюють ПОСП «Мрія», ЗАТ «Агросвіт», ФГ «САЛАНА», ФГ «Киричук С. А.».
По території сільської ради проходить О030214, залізничний шлях лінії Ківерці — Підзамче (Рівненська дирекція залізничних перевезень Львівської залізниці), в селі Брани розташований залізничний зупинний пункт Брани.

## Склад ради
Рада складалась з 14 депутатів та голови.
- Голова ради: Киричук Сергій Анатолійович

### Керівний склад попередніх скликань
| Прізвище, ім'я, по батькові | Основні відомості                                                         | Дата обрання | Дата звільнення |
| --------------------------- | ------------------------------------------------------------------------- | ------------ | --------------- |
| Дмитрук Петро Тимофійович   | Сільський голова, 1954 року народження, освіта вища, член Народної партії | 26.03.2006   | 31.10.2010      |
| Дмитрук Петро Тимофійович   | Сільський голова, 1954 року народження, освіта вища, безпартійний         | 31.10.2010   | 25.10.2015      |
| Киричук Сергій Анатолійович | Сільський голова, 1973 року народження, загальна середня, безпартійний    | 25.10.2015   |                 |

Примітка: таблиця складена за даними сайту Верховної Ради України та ЦВК

### Депутати VII скликання
За результатами місцевих виборів 2015 року:
- Кількісний склад ради: 14
- Кількість обраних: 14

#### За суб'єктами висування
| Суб'єкт висування | Кількість обраних депутатів | %   |
| ----------------- | --------------------------- | --- |
| Самовисування     | 14                          | 100 |

#### За округами
| № округу | Прізвище, ім'я, по батькові         | Ким висунуто  | Дата нар.  | Освіта             | Партійна приналежність                                        | Відомості                                               |
| -------- | ----------------------------------- | ------------- | ---------- | ------------------ | ------------------------------------------------------------- | ------------------------------------------------------- |
| 1        | Сафулько Олена Василівна            | Самовисування | 12.07.1983 | середня спеціальна | безпартійна                                                   | Магазин «Брани», продавець                              |
| 2        | Павлік Євгенія Сергіївна            | Самовисування | 05.03.1971 | середня спеціальна | безпартійна                                                   | Сільська рада, секретар                                 |
| 3        | Бочковська Тетяна Анатоліївна       | Самовисування | 27.09.1975 | середня спеціальна | безпартійна                                                   | АЗПСМ с. Брани, в.о. завідувача АЗПСМ                   |
| 4        | Лісовий Іван Вікторович             | Самовисування | 20.01.1992 | середня спеціальна | безпартійний                                                  | безробітний                                             |
| 5        | Гайова Ганна Степанівна             | Самовисування | 21.12.1960 | середня спеціальна | безпартійна                                                   | Магазин, приватний підприємець                          |
| 6        | Лотоцька Софія Василівна            | Самовисування | 01.07.1950 | середня спеціальна | член політичної партії Всеукраїнське об'єднання "Батьківщина" | безробітна, пенсіонер                                   |
| 7        | Фініковська Валентина Олександрівна | Самовисування | 21.01.1959 | середня спеціальна | безпартійна                                                   | безробітна, пенсіонер                                   |
| 8        | Авдійчук Людмила Євгеніївна         | Самовисування | 17.02.1976 | вища               | безпартійна                                                   | Магазин «Довгів», декретна відпустка                    |
| 9        | Богуш Ірина Василівна               | Самовисування | 10.06.1991 | вища               | безпартійна                                                   | ФАП с. Довгів, фельдшер                                 |
| 10       | Демко Іван Іванович                 | Самовисування | 04.11.1952 | середня спеціальна | безпартійний                                                  | безробітний, пенсіонер                                  |
| 11       | Клачук Наталія Євгенівна            | Самовисування | 13.02.1979 | середня спеціальна | безпартійна                                                   | безробітна                                              |
| 12       | Братчун Володимир Миколайович       | Самовисування | 07.03.1995 | вища               | безпартійний                                                  | Східноєвропейський університет ім Лесі України, студент |
| 13       | Філат Людмила Олександрівна         | Самовисування | 20.06.1969 | вища               | безпартійна                                                   | Дошкільний навчальний заклад с. Брани, завідувач        |
| 14       | Ковальчук Ананій Сергійович         | Самовисування | 01.01.1967 | середня спеціальна | безпартійний                                                  | безробітний                                             |